# Syn

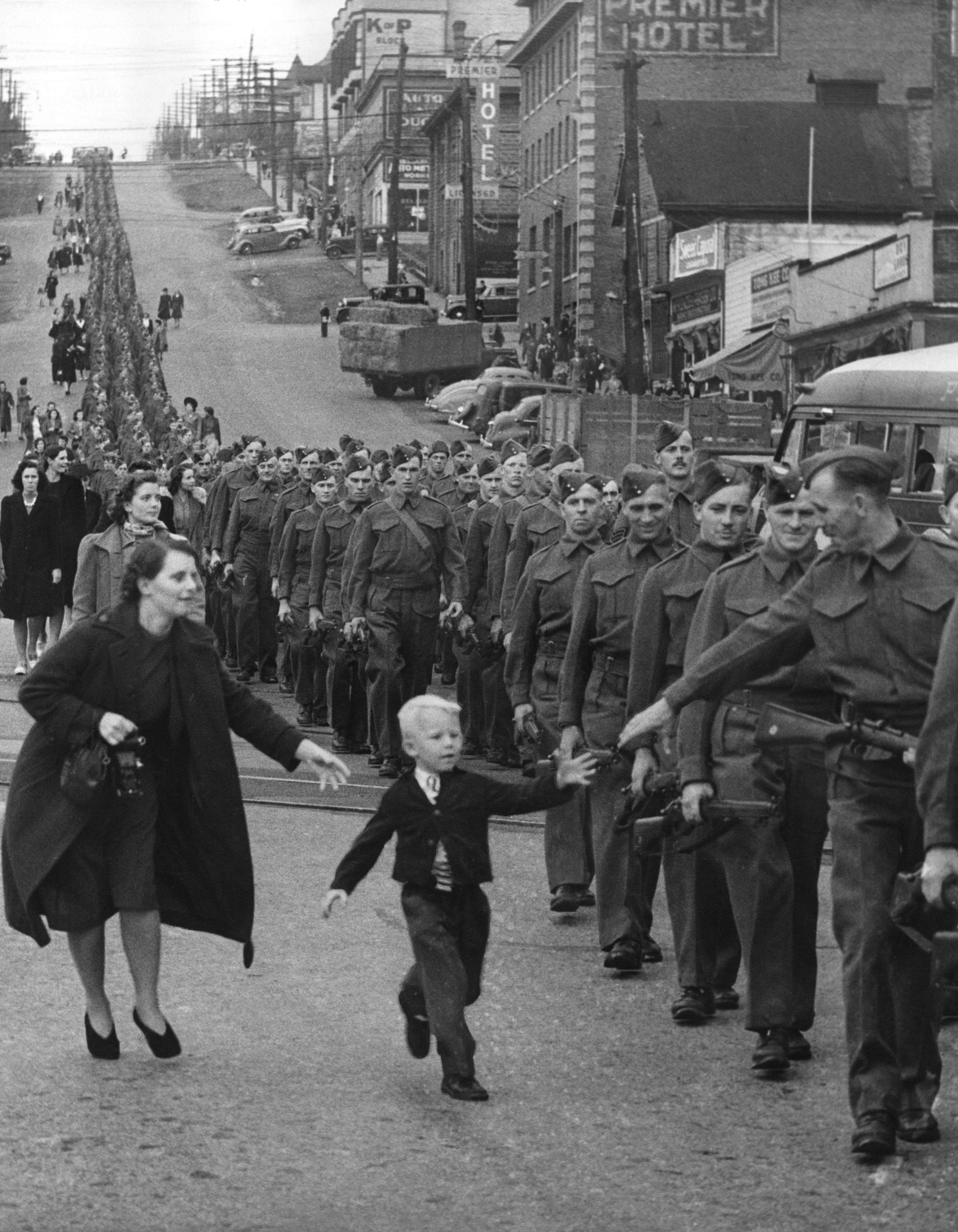

Syn je označení pro potomka mužského pohlaví. Antonymem je dcera, potomek ženského pohlaví.
Varianta s velkým písmenem S na začátku (Syn) v křesťanství označuje Ježíše Krista, spojení Syn Boží nebo Boží syn (Boží Syn) se však vystkytuje i v jiných souvislostech a náboženstvích.
V mnoha zemích s monarchistickým systémem mohou vládu nad zemí zdědit pouze synové (např. v Japonsku). V dalších zemích (např. v Číně) jsou synové jako potomci preferováni před dcerami.